# Buk (Ulsan)
Buk es un distrito de la ciudad metropolitana de Ulsan, Corea del Sur. Tiene una población estimada, en febrero de 2022, de 219 067 habitantes.
Su nombre significa literalmente "Distrito del Norte" (Buk-gu). Se extiende aproximadamente desde la carretera de circunvalación de Mohwa hacia el norte y hacia la costa en el este.

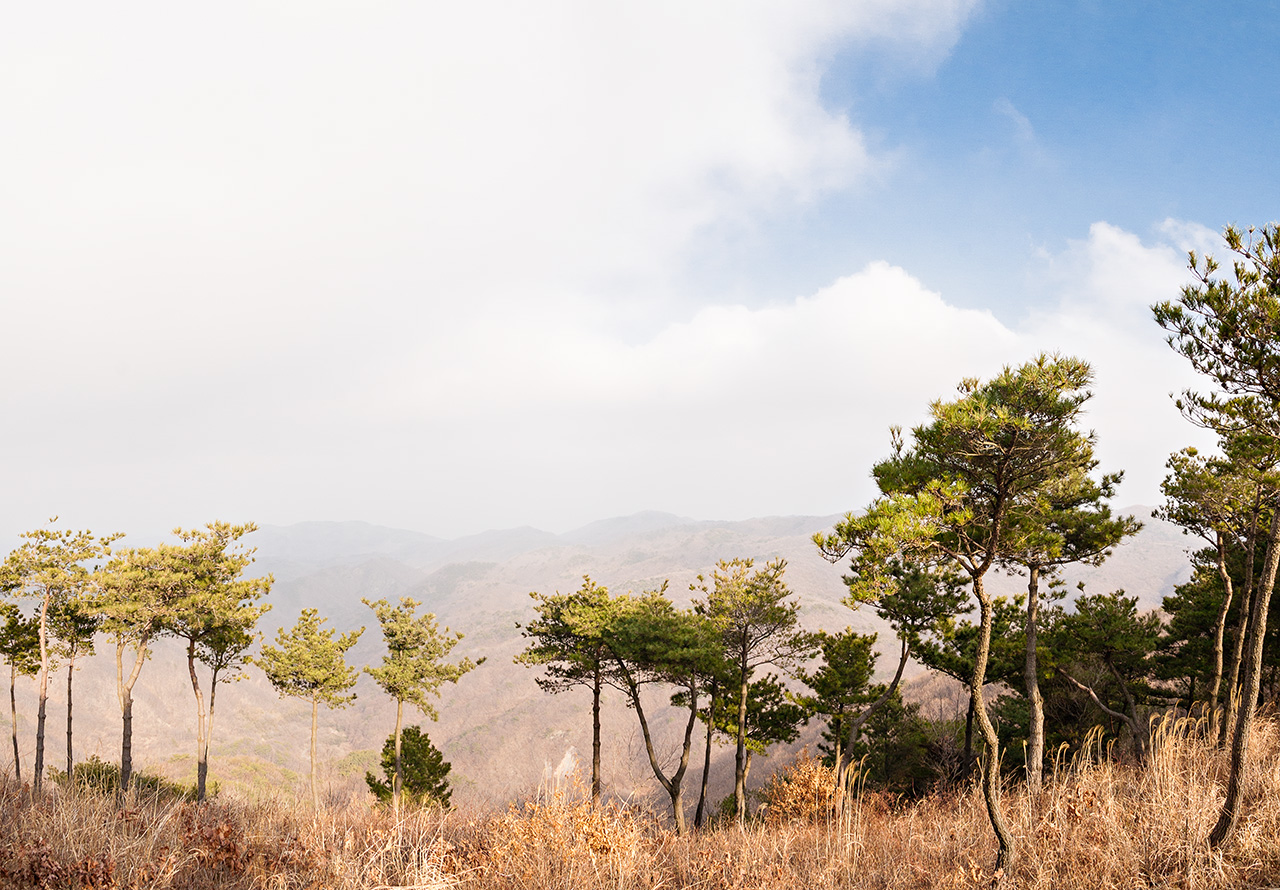
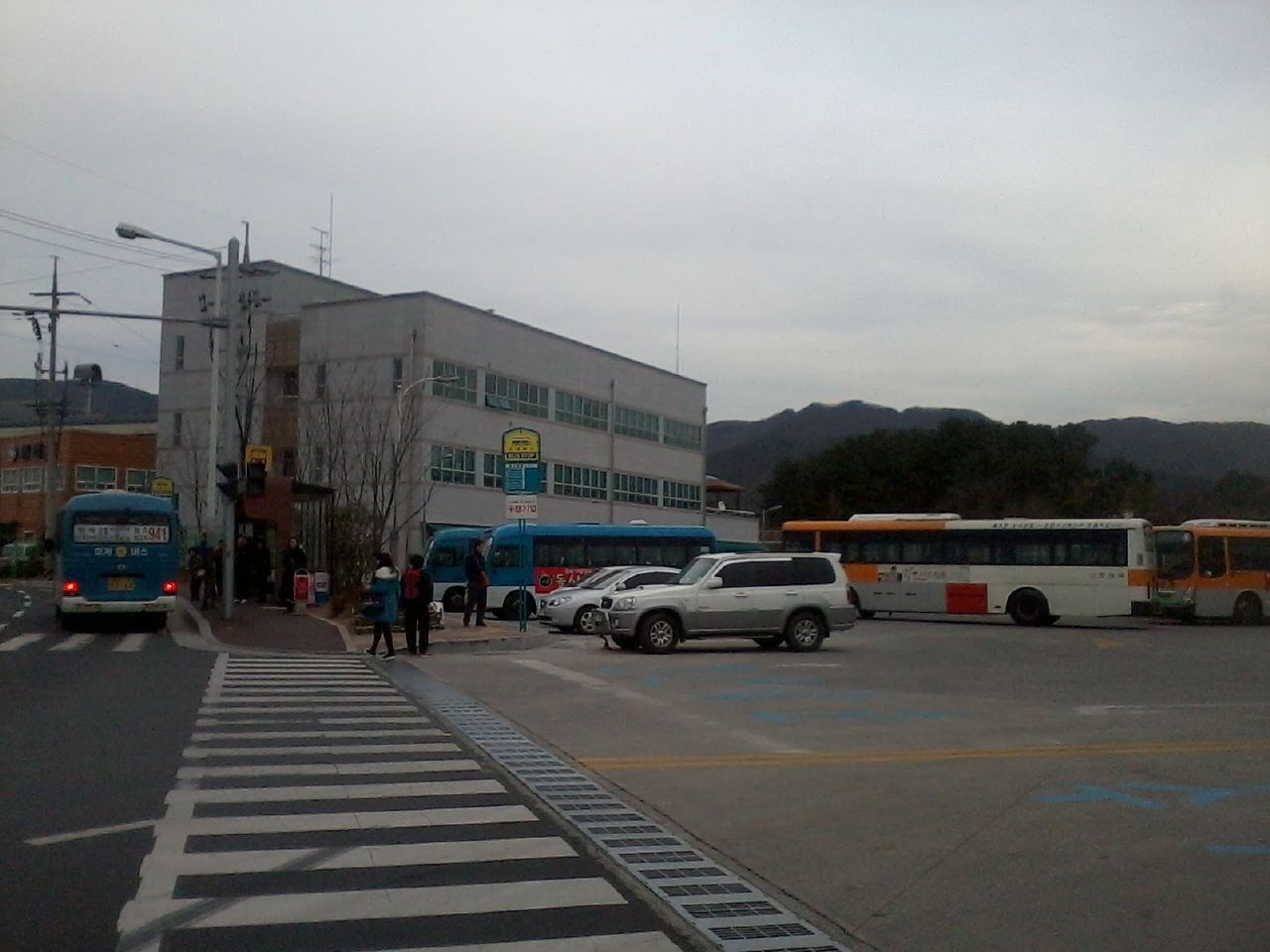
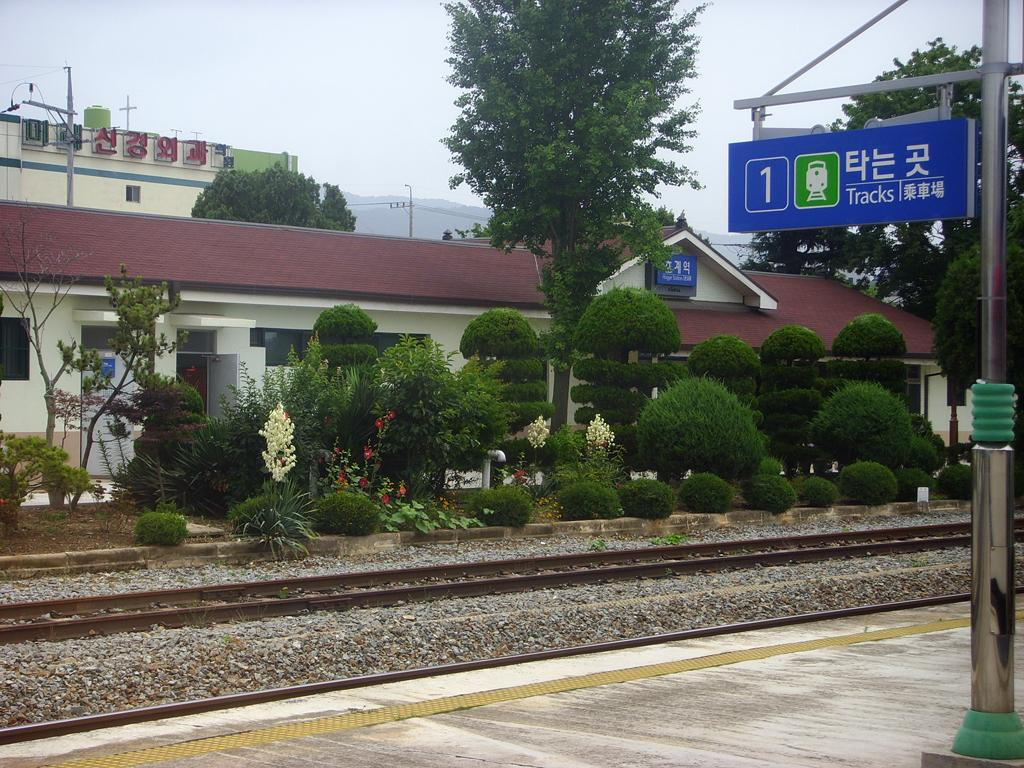

Jeongja Beach (정자 해수욕장) es la playa más popular de Ulsan. Hay varios restaurantes de pescado crudo y restaurantes y bares occidentales en la calle sobre la costa. La mayoría de la gente en Ulsan van aquí con poca frecuencia, sin embargo, ya que se encuentra en el otro extremo de un camino sobre las montañas al sur de Muryongsan (무룡산), la segunda más alta de Ulsan.
El transporte en Buk es simple, ya que la mayoría de la población vive a corta distancia ya sea de la carretera de circunvalación o la Ruta Nacional 7, que es la carretera principal hasta la costa este de Corea del Sur y que, en este punto, se conecta con el Ulsan Gyeongju hacia el norte. El aeropuerto interno de Ulsan (Código IATA: USN), que sirve a Seúl, se encuentra en Buk-gu.